# Radków (stad in powiat Kłodzki)
Radków (Duits: Wünschelburg) is een stad in het Poolse woiwodschap Neder-Silezië, gelegen in de powiat Kłodzki. De oppervlakte bedraagt 15,07 km², het inwonertal 2508 (2005).